# 藍橡樹
藍橡樹（學名：Quercus douglasii，又稱藍櫟、道格拉斯櫟）是櫟屬的一種植物，原産於加利福尼亞州，發現於加利福尼亞海岸山脈的中央山谷中。

## 描述
藍橡樹高度可達15—25（49—82英尺），樹冠形狀一般不規則，樹幹直徑約0.5—1（1.6—3.3英尺）。在阿拉米達縣發現的一棵藍橡樹高達94英尺（29）。其樹皮淺灰，而“藍橡樹”之名則來自于其藍綠色的葉子，長度約4—10（1.6—3.9英寸）。橡子長約2—3（0.79—1.18英寸）。
有樹齡超過500年的藍橡樹，在加利福尼亞橡樹林中約有500,000英畝（2,000平方）的原始藍橡樹。

## 擴展閱讀
- Flora of North America: Quercus douglasii （页面存档备份，存于）
- C. Michael Hogan (2008) Blue Oak: Quercus douglasii, GlobalTwitcher.com, ed. N. Stromberg
- Philip M. McDonald, USDA Forest Service: Quercus douglasii （页面存档备份，存于）
- Stahle, David. . University of Arkansas Tree-Ring Laboratory.   [2008-11-10]. （原始内容存档于2008-12-04）.